# Тајне и лажи
Тајне и лажи (шп. El juramento) мексичко-америчка је теленовела, продукцијске куће Телемундо, снимана 2008.
У Србији је емитована 2009. на Фокс телевизији.

## Синопсис
Ово је прича о Сантијагу који жели да се освети за смрт свога брата Дијега. Он открива да је Дијего извршио самоубиство након што га је девојка преварила и одбила његову просидбу. Сантијаго покушава да склопи комплетну причу која је његовог брата одвела у трагедију, а једини детаљ који му је познат, а везан је за ту тајанствену жену, јесте њена огрлица са привеском у облику слова А.
Пут га одводи до богате хацијенде у Мексику где је Дијего радио, а чији је власник Теодоро Роблес Конде који живи са своје две рођаке Алмом и Андреом. Сантијаго је сада сигуран да је једна од њих две крива за самоубиство његовог брата. Остаје само још да сазна да ли је то Алма или Андреа и да јој се освети.

## Улоге
| Глумац:             | Улога:     |
| ------------------- | ---------- |
| Наталија Стрејгнард | Андреа     |
| Освалдо Риос        | Сантијаго  |
| Доминика Палета     | Алма       |
| Сузана Досамантес   | Луиса      |
| Хектор Бониља       | Теодоро    |
| Пабло Азар          | Хуан Пабло |
| Хектор Суарез Гомиз | Естебан    |
| Салвадор Пињеда     | Салвадор   |
| Тина Ромеро         | Силвија    |
| Хари Геитнер        | Дијего     |
| Кенја Хијелос       | Мирта      |
| Марија Зарагоза     | Рефухио    |
| Уго Акоста          | Кастиљо    |
| Карлос Торесторија  | Дамјан     |